# Потър (окръг, Пенсилвания)
Вижте пояснителната страница за други значения на Потър.
Окръг Потър (на английски: Potter County) е окръг в щата Пенсилвания, Съединени американски щати. Площта му е 2800 km², а населението - 16 802 души (2017). Административен център е град Каудърспорт.